# Nadine Kaadan
Nadine Kaadan   (París, 1985) és una il·lustradora de llibres infantils i escriptora siriana. Es va graduar en la Facultat de Belles Arts de Damasc i va obtenir un màster en Il·lustració a la Universitat de Kingston, a Anglaterra. Ha publicat quinze llibres, sovint amb històries del món àrab. El seu llibre Leila answer me va guanyar el Premi Anna Lindh (en la categoria de Millor Llibre de Ficció per a nens amb necessitats especials) i s'utilitza en les classes per aprendre àrab de la Universitat Harvard.
És membre de l'Organització Internacional per al Llibre Juvenil (IBBY, per les seves sigles en anglès). Les seves il·lustracions han estat exposades a la Biennal d'Il·lustració de Bratislava de 2011.
Kaadan va figurar a la llista de la BBC de les 100 Dones BBC, anunciada el 23 de novembre de 2020.